# Vladimír Remek
Vladimír Remek (* 26. September 1948 in České Budějovice, Tschechoslowakei) ist ein ehemaliger tschechoslowakischer Kosmonaut sowie tschechischer Politiker und Diplomat. Er war der erste Tschechoslowake im Weltraum. Von 2004 bis 2013 war er Mitglied des Europäischen Parlaments für die KSČM und von 2014 bis 2018 Botschafter der Tschechischen Republik in Russland.

## Leben
Vladimir Remek ist der Sohn eines Slowaken und einer Tschechin. Seit Remek 1961 im Schulfunk vom Flug des ersten Menschen ins Weltall hörte, wollte er Juri Gagarin dorthin folgen.
Ab 1966 besuchte Remek die Offiziershochschule der Luftstreitkräfte in Košice. 1972 wurde er zum Studium an der Moskauer Militärakademie der Luftstreitkräfte „J. A. Gagarin“ delegiert. Remek absolvierte die Luftwaffenakademie und diente in seinem Land als Luftwaffenpilot. 1976 wurde er als Kosmonautenanwärter ausgewählt und nahm am Interkosmos-Programm als Militärpilot teil. Zwischen dem 2. und 10. März 1978 flog er als Forschungskosmonaut an Bord der Sojus 28 für sieben Tage, 22 Stunden und 17 Minuten. Als Ziel dieser Mission dockte das Sojus-Raumschiff an die Raumstation Saljut 6 an. Er ist damit der erste nicht-sowjetische oder -US-amerikanische Mensch im Weltall.
Später wurde Remek Leiter des Museums für Luftfahrt und Raumfahrt in Prag und Beauftragter der Firma ČZ in Moskau. An diese Tätigkeit anschließend war er bis 2004 an der tschechischen Botschaft in Russland tätig. 2004 wurde er Abgeordneter des Europäischen Parlaments für die Kommunistische Partei Böhmens und Mährens und gehörte der Fraktion der Europäischen Linken bis 2013 an. Er war Mitglied im Ausschuss für Industrie, Forschung und Energie (2004–2009) und im Haushaltsausschuss (2009–2013) sowie Delegierter im Parlamentarischen Kooperationsausschuss EU-Russland.
Von Januar 2014 bis Januar 2018 war er Botschafter der Tschechischen Republik in Russland.
Vladimír Remek ist verheiratet und hat zwei Kinder.

## Auszeichnungen

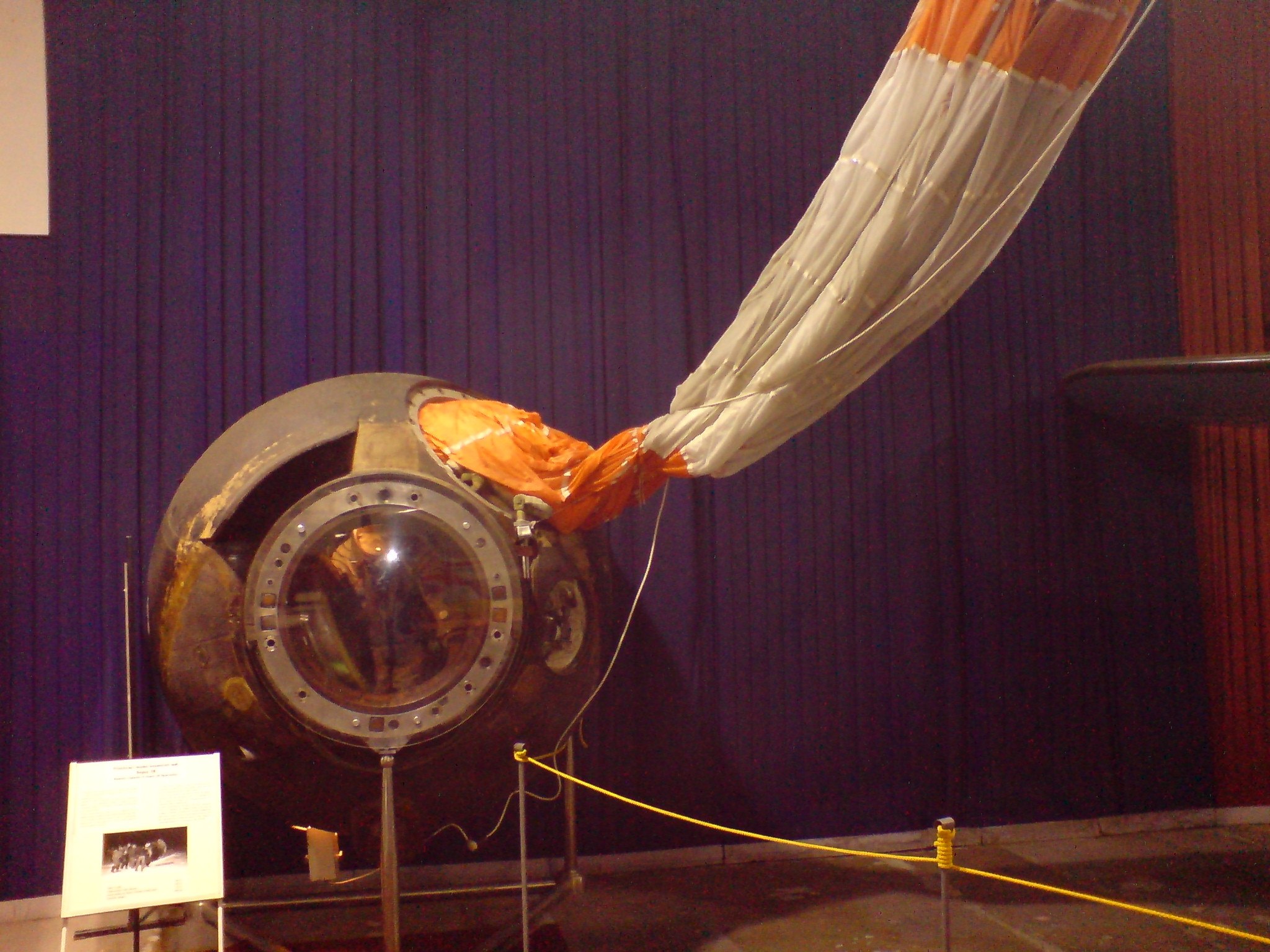
Die Landekapsel von Sojus 28, ausgestellt im Luftfahrtmuseum Kbely

- Für seinen Raumflug erhielt Remek den Ehrentitel Held der Sowjetunion.
- Anlässlich des 50. Jahrestages des ersten Weltraumflugs erhielt Remek vom russischen Präsidenten Medwedew die Medaille „Zum Verdienst um die Eroberung des Weltraums“. (Im Protokoll war er als Slowake eingetragen.)[4]
- 2021 erhielt er den Orden des Weißen Löwen.